# Epibellowia
Epibellowia é um gênero de aranhas da família Linyphiidae descrito em 1966.